# دلفین بورونان
دلفین بورونان(به انگلیسی: Burrunan dolphin) گونه‌ای تازه شناسایی شده از دلفین‌های پوزه‌بطری که در آب‌های ویکتوریا در استرالیا زندگی می‌کند. جثه این دلفین همانند دیگر دلفین‌های پوزه‌بطری است و تنها حدود ۱۵۰ عدد از آن‌ها در دو منطقه دیده شده‌اند.

## رده‌بندی
این گونه به صورت رسمی (Tursiops australis) نامیده می‌شود؛ نامی که کیت چارلتون-راب، دانشمندی که آن را شناسایی کرد، و همکارانش در دانشگاه موناش برگزیدند. نام فراگیر بورونان از زبان‌های محلی بومیان استرالیا به معنای «ماهی دریایی بزرگ از نوع گرازماهی» می‌آید. نام australis در زبان لاتین به معنای «جنوبی» است.
باور بر این بود که دلفین بورونان نیز یکی از دو گونه شناخته شده دلفین‌های پوزه‌بطری باشد. بعضی فرق‌ها میان این گونه‌ها دیده شده بود، با این حال تا مدت‌ها شواهد کافی برای اینکه این‌ها گونه‌هایی مستقل هستند در دست نبود. با این حال بررسی بر روی استخوان جمجمه، ویژگی‌های ظاهری و دی‌ان‌ای برداشته شده از نمونه‌های قدیمی و کنونی ویژگی‌های منحصر به فردی را آشکار کردند که در نهایت باعث شناخته شدن آن به عنوان گونه‌ای مستقل شد. این سومین بار پس از اواخر قرن نوزدهم است که گونه نویی از دلفین‌ها شناسایی می‌شود.

## توصیف ظاهری
دلفین بورونان به رنگ خاکستری-آبی تیره در بالای بدن از نزدیکی باله پشتی است که تا سر و پهلوها گسترش می‌یابد. در میانه بدن رنگ و در نزدیکی زیر باله پشتی رنگ بدن خاکستری روشن‌تر است. این گونه کوچکتر از دلفین پوزه‌بطری معمولی است ولی از دلفین پوزه‌بطری گرمسیری بزرگتر است و میان ۲٫۲۷ تا ۲٫۷۸ متر طول دارد.